# Johnny the Fox
Johnny the Fox es el séptimo álbum de estudio de la banda irlandesa de hard rock Thin Lizzy, lanzado en 1976. El álbum se compuso mientras el bajista/vocalista se recuperaba de una hepatitis que le apartó de la banda a mitad de la gira de Jailbreak.

## Lista de canciones
- Todas las canciones compuestas por Phil Lynott, excepto donde se indique lo contrario.

### Cara A
1. "Johnny" – 4:26
2. "Rocky" (Brian Downey, Scott Gorham, Lynott) – 3:42
3. "Borderline" (Lynott, Brian Robertson) – 4:35
4. "Don't Believe a Word" – 2:18
5. "Fools Gold" – 3:51

### Cara B
1. "Johnny the Fox Meets Jimmy the Weed" (Downey, Gorham, Lynott) – 3:43
2. "Old Flame" – 3:10
3. "Massacre" (Downey, Gorham, Lynott) – 3:01
4. "Sweet Marie" (Gorham, Lynott) – 3:58
5. "Boogie Woogie Dance" – 3:07

### Sencillos
- "Johnny the Fox Meets Jimmy the Weed" / "Old Flame" - 30 de julio de 1976 (Estados Unidos solo)
- "Don't Believe a Word" / "Old Flame" - 26 de noviembre de 1976

En Estados Unidos, la cara B es "Boogie Woogie Dance" y en Japón es "Rocky".
- "Rocky" / "Half Caste" (Australia, Canadá y Estados Unidos solo)
- "Rocky" / "Fool's Gold" (Solo España)

## Personal
- Brian Downey - batería, percusión
- Scott Gorham - guitarra líder, guitarras
- Phil Lynott - bajo, voz, guitarra acústica
- Brian Robertson - guitarra líder, guitarras

Con:
- Fiachra Trench - arreglos de cuerda, bajo
- Phil Collins - percusión
- Kim Beacon - coros